# Greatest Hits (Nas)
 For alternative betydninger, se Greatest Hits. (Se også artikler, som begynder med Greatest Hits)
Greatest Hits er et opsamlingsalbum med den amerikanske kunstner Nas fra 2007.

## Spor
Tekst mangler, hjælp os med at skrive teksten

## Track listing
| #  | Titel                                 | Producer                            | Feat.       | Originalt album              | Tid  |
| -- | ------------------------------------- | ----------------------------------- | ----------- | ---------------------------- | ---- |
| 1  | "Surviving the Times"                 | Chris Webber                        |             |                              | 4:43 |
| 2  | "Less Than an Hour"                   | Salaam Remi                         | Cee-Lo      | Rush Hour 3 Soundtrack       | 3:16 |
| 3  | "It Ain't Hard to Tell"               | Large Professor                     |             | Illmatic                     | 3:22 |
| 4  | "Life's a Bitch"                      | L.E.S.                              | AZ          | Illmatic                     | 3:30 |
| 5  | "N.Y. State of Mind"                  | DJ Premier                          |             | Illmatic                     | 4:53 |
| 6  | "One Love"                            | Q-Tip                               | Q-Tip       | Illmatic                     | 5:24 |
| 7  | "If I Ruled the World (Imagine That)" | Trackmasters                        | Lauryn Hill | It Was Written               | 4:43 |
| 8  | "Street Dreams (remix)"               | Trackmasters                        | R. Kelly    | Street Dreams (Remix) Single | 4:27 |
| 9  | "Hate Me Now"                         | D-Moet, Pretty Boy, Trackmasters    | Puff Daddy  | I Am...                      | 4:45 |
| 10 | "One Mic"                             | Chucky Thompson for The Hitmen, Nas |             | Stillmatic                   | 4:29 |
| 11 | "Got Ur Self A..."                    | Megahertz Music Group               |             | Stillmatic                   | 3:49 |
| 12 | "Made You Look"                       | Salaam Remi                         |             | God's Son                    | 3:23 |
| 13 | "I Can"                               | Salaam Remi                         |             | God's Son                    | 4:14 |
| 14 | "Bridging the Gap"                    | Salaam Remi                         | Olu Dara    | Street's Disciple            | 3:55 |

### International Bonus Tracks
| #  | Titel           | Producer        | Feat. | Originalt Album   | Tid  |
| -- | --------------- | --------------- | ----- | ----------------- | ---- |
| 15 | "Halftime"      | Large Professor |       | Illmatic          | 4:20 |
| 16 | "Nas Is Like"   | DJ Premier      |       | I Am...           | 3:57 |
| 17 | "Thief's Theme" | Salaam Remi     |       | Street's Disciple | 2:59 |